# Über die von der molekularkinetischen Theorie der Wärme geforderte Bewegung von in ruhenden Flüssigkeiten suspendierten Teilchen

Albert Einstein (1905)

Über die von der molekularkinetischen Theorie der Wärme geforderte Bewegung von in ruhenden Flüssigkeiten suspendierten Teilchen ist der Titel eines Artikels, den Albert Einstein mit drei weiteren Artikeln im Annus mirabilis 1905, auch Wunderjahr genannt, in den Annalen der Physik veröffentlichte. Der Artikel lieferte einen empirischen Beweis für die Atomtheorie durch Anwendung der Methoden der Statistischen Physik. Das Nobelpreiskomitee ehrte 1926 den französischen Physiker Jean-Baptiste Perrin für die Überprüfung und Bestätigung der Einstein’schen Arbeit mit dem Nobelpreis für Physik.

## Hintergrund
Der Botaniker Robert Brown beobachtete 1827 unter dem Mikroskop, dass sich kleine Staubteilchen auf einem Wassertropfen in unregelmäßiger Weise hin und her bewegten. Dieses als Brownsche Bewegung benannte Phänomen blieb lange Zeit unerklärlich. Albert Einstein, der die Brown’schen Arbeiten nicht im Detail kannte, vermutete aufgrund der statistischen Theorie der Wärme einen Zusammenhang zwischen der zurückgelegten Strecke eines Teilchens pro Zeitspanne, der Temperatur der Flüssigkeit sowie der Viskosität der Flüssigkeit und dem Radius des Teilchens.

## Wirkung
Vor der Veröffentlichung des Artikels war unter Wissenschaftlern die Atomtheorie umstritten. Obwohl viele Phänomene sich durch Atome gut erklären ließen, wurde vermutet, dass es sich lediglich um ein theoretisches Konzept und nicht um reale Teilchen handelt. Die Veröffentlichung überzeugte jedoch selbst prominente Skeptiker wie Wilhelm Ostwald von der Existenz von Atomen.

## Weitere Artikel
Die drei weiteren Annus-Mirabilis-Artikel betreffen die Deutung des Photoeffekts und die Einführung des Begriffs des Lichtquants, einem Grundbegriff der Quantentheorie, die grundlegende Arbeit zur Speziellen Relativitätstheorie und die Arbeit über die Äquivalenz von Masse und Energie (E = m c2).